# Los Silos
Los Silos é um município da Espanha na província de Santa Cruz de Tenerife, comunidade autónoma das Canárias. Tem 24,23 km² de área e em 2021 tinha 4 692 habitantes (densidade: 193,6 hab./km²).

## Demografia
| Variação demográfica do município entre 1991 e 2004 | Variação demográfica do município entre 1991 e 2004 | Variação demográfica do município entre 1991 e 2004 | Variação demográfica do município entre 1991 e 2004 |
| --------------------------------------------------- | --------------------------------------------------- | --------------------------------------------------- | --------------------------------------------------- |
| 1991                                                | 1996                                                | 2001                                                | 2004                                                |
| 5277                                                | 5257                                                | 5150                                                | 5547                                                |

|                             | Norte: Oceano Atlântico |                    |
| Oeste: Buenavista del Norte | Los Silos               | Este: Garachico    |
|                             | Sul: Santiago del Teide | Sudeste: El Tanque |